# Ejido Culiacán
Ejido Culiacán är en ort i Mexiko.   Den ligger i kommunen Elota och delstaten Sinaloa, i den centrala delen av landet, 900 km nordväst om huvudstaden Mexico City. Ejido Culiacán ligger 11 meter över havet och antalet invånare är 662.
Terrängen runt Ejido Culiacán är platt. Havet är nära Ejido Culiacán åt sydväst. Runt Ejido Culiacán är det ganska tätbefolkat, med 78 invånare per kvadratkilometer. Närmaste större samhälle är La Cruz, 16,6 km sydost om Ejido Culiacán. Trakten runt Ejido Culiacán består till största delen av jordbruksmark.